# Eklogit
Eklogit je krupnozrnata mafitna metamorfna stijena. Važan je iz dva razloga: prvi je da nastaje na tlakovima većim od tlakova tipičnih za Zemljinu koru, a drugi je njegova neubičajena gustoća, zbog koje ima vrlo važnu ulogu u konvekciji plašta.
Svježi uzorci imaju veoma upadljiv izgled, s crvenim do rozim granatom (almandin - pirop)u zelenoj osnovi koja je građena od natrijem bogatog piroksena - omfacita. Akcesorni minerali uključuju kianit (disten), rutil, kvarc, lawsonit, amfibole, fengit, paragonit, zoisit, dolomit, korund, vrlo rijetko, dijamant. Feldspati nisu stabilni u eklogitima (Na i Al prelaze u omfacitnu komponentu, a Ca i Al u granatnu). Glaukofan i titanit nastaju u eklogitima prilikom sniženja tlaka zbog ekshumacije stijenem ili mogu biti ranije formirani, a da nisu u potpunosti izreagirali.

## Postanak
Eklogiti nastaju pri visokim tlakovima (>10 kbar) te širokom rasponu temperatura. Po postanku možemo razlikovati tri različita tipa eklogita:
- A-tip: stabilni u vanjskome plaštu pri temperaturama većim od 1000 °C te tlakovima većim od 20 kbar. Nalazimo ih kao kseonlite u alkalijskim bazalt]ima uz plaštne peridotite. Granoblastični su, homogene teksture.
- B-tip: stabilni pri temperaturama 600°C - 800°C te tlakovima 12 kbar - 20 kbar. Nalazimo ih kao leće, šlire, zajedno s amfibolitima u granito - gnajsnim terenima, a mogu biti škriljave teksture. Smatra se da nastaju iz različitih protolita za vrijeme kontinentalne kolizije. Pokazuju retrogradne reakcije i prelaze i amfibolite.
- C-tip: stabilni pri temperaturama 400°C - 550 °C i tlakovima 12 kbar - 20 kbar, a asocirani su s metamorfitima visokog tlaka u plavim škriljavcima. Imaju škriljavu teksturu, a mogu, pored minerala kritične parageneze, sadržavati još kvarc, kianit (disten), epidot ili zoisit. Smatra se da nastaju u zonama subdukcije.